# No Days Off (The Alchemist)
No Days Off è un album di The Alchemist del 2006. Nella maggior parte della canzoni ci sono collaborazioni con altri MCs, anche se lo stesso Alchemist rappa su cinque tracce (due delle quali prodotte da altri produttori).
Nell'album sono presenti rapper dallo stile molto differente, da quello aggressivo di Mitchy Slick e Xzibit su "Making Your Money" a quello più introspettivo di Evidence dei Dilated Peoples su "Hot & Cold" o "It's Gon' Pop".

## Tracce
| #  | Title                       | Producer(s)   | Performer (s)                        |
| -- | --------------------------- | ------------- | ------------------------------------ |
| 1  | "No Days Off (Intro)"       | The Alchemist | *Interlude*                          |
| 2  | "Flashlight"                | The Alchemist | 40 Glocc, Ras Kass & The Alchemist   |
| 3  | "Legends"                   | The Alchemist | Prodigy                              |
| 4  | "Making Your Money"         | The Alchemist | Mitchy Slick Feat Xzibit             |
| 5  | "Hot & Cold"                | Evidence      | Evidence Feat The Alchemist          |
| 6  | "On the Rise"               | The Alchemist | The Dogg Pound                       |
| 7  | "You Got It"                | The Alchemist | Prodigy                              |
| 8  | Now That I'm On (Interlude) | The Alchemist | *Interlude*                          |
| 9  | "It's Gon' Pop"             | The Alchemist | Evidence, Joe Scudda & The Alchemist |
| 10 | "Divine Intervention"       | The Alchemist | Obie Trice                           |
| 11 | "I Betcha"                  | The Alchemist | Prodigy Feat Kokane                  |
| 12 | "Ride Out"                  | The Alchemist | Agallah, The Alchemist               |
| 13 | "Words From Un"             | The Alchemist | Un Pacino                            |
| 14 | "Make My Own"               | The Alchemist | Defari Feat Evidence                 |
| 15 | "Do My 1,2"                 | Sebb          | The Alchemist                        |